# Robustusacris
Robustusacris is een geslacht van rechtvleugeligen uit de familie veldsprinkhanen (Acrididae). De wetenschappelijke naam van dit geslacht is voor het eerst geldig gepubliceerd in 2006 door Matiotti da Costa & Silva Carvalho.

## Soorten
Het geslacht Robustusacris  is monotypisch en omvat slechts de volgende soort:
- Robustusacris balzapambae (Rehn, 1913)